# Repični bolhač
Repični bolhač (znanstveno ime Psylliodes chrysocephala) je škodljivec, ki največ škode povzroča na repni ogrščici.

## Opis
Repični bolhač je 3 do 4 mm dolg, črno moder hrošček s kovinskim sijajem in z odebeljenimi stegni zadnjih nog. Spomladi hrošči objedajo vznikajoče rastlinice in so nevarni rastlinam, dokler so te v stadiju kličnih listov, pozneje pa njihove poškodbe ne morejo več bistveno ogroziti razvoja rastlin.
Konec avgusta se hrošči parijo, samice pa nato po 5 do 10 dneh odložijo jajčeca. Posamezna samica lahko odloži do 1000 jajčec v majhnih gručah od 1 do 5 cm pod površino zemlje ob gostiteljski rastlini.Po 60 dneh se izležejo ličinke sivo bele barve s temnimi pikami, iz katerih izraščajo drobne ščetine. Te se zavrtajo v steblo rastline, kjer se začnejo hraniti. Zaradi poškodb od ličink napadene rastline slabše prezimijo in posledično spomladi počasneje rastejo ali pa celo popolnoma propadejo. Zimo preživijo ličinke v zadnjem stadiju, pri dolžini okoli 8 mm, v zgodnjem poletju pa se prebijejo na plano in se v zemlji zabubijo. Včasih prezimijo tudi odrasli hroščki.